# The Formation World Tour
The Formation World Tour è stato il settimo tour di concerti della cantautrice statunitense Beyoncé, a supporto del suo sesto album in studio,  Lemonade.
Il nome del tour deriva dal primo singolo del nuovo album, Formation, che la cantante aveva presentato durante l'Halftime Show del Super Bowl 50.
Il tour è stato annunciato subito dopo la performance al Super Bowl, il 7 febbraio 2016. Esso vedeva come prima tappa il Marlins Park di Miami e come ultima lo Stadio Re Baldovino a Bruxelles. In seguito si sono aggiunte ulteriori date negli Stati Uniti e in Spagna.

## Antefatti
Il 6 febbraio 2016, Beyoncé pubblicò il suo nuovo singolo, intitolato Formation, reso disponibile per il download sulla piattaforma di streaming musicale Tidal; il brano venne inoltre accompagnato dall'uscita dell'apposito video musicale sul canale YouTube della cantante. Il giorno seguente, Beyoncé eseguì per la prima volta la canzone dal vivo in occasione della sua partecipazione al Super Bowl 50. Subito dopo la cantante annunciò l'inizio della sua nuova tournée, il The Formation World Tour, che avrebbe dovuto prendere il via il 27 aprile dal Marlins Park di Miami.
Nei giorni successivi all'annuncio, Beyoncé è stata criticata per aver proposto una coreografia paramilitare richiamante il potere nero dei ghetti dominante negli anni sessanta e settanta, all'epoca delle Pantere Nere. La performance, non solo ha fatto infuriare varie istituzioni degli Stati Uniti d'America e vari politici, ma ha anche portato alla vetta dei trend topic di Twitter gli hashtag "#BoycottBeyonce" e "#IStandWithBeyonce". La situazione degenerò quando un gruppo di manifestanti iniziò a mettere in scena un movimento "Anti-Beyoncé" al di fuori della sede dell'etichetta discografica della cantante. La protesta non ebbe comunque alcun seguito.

## Sinossi

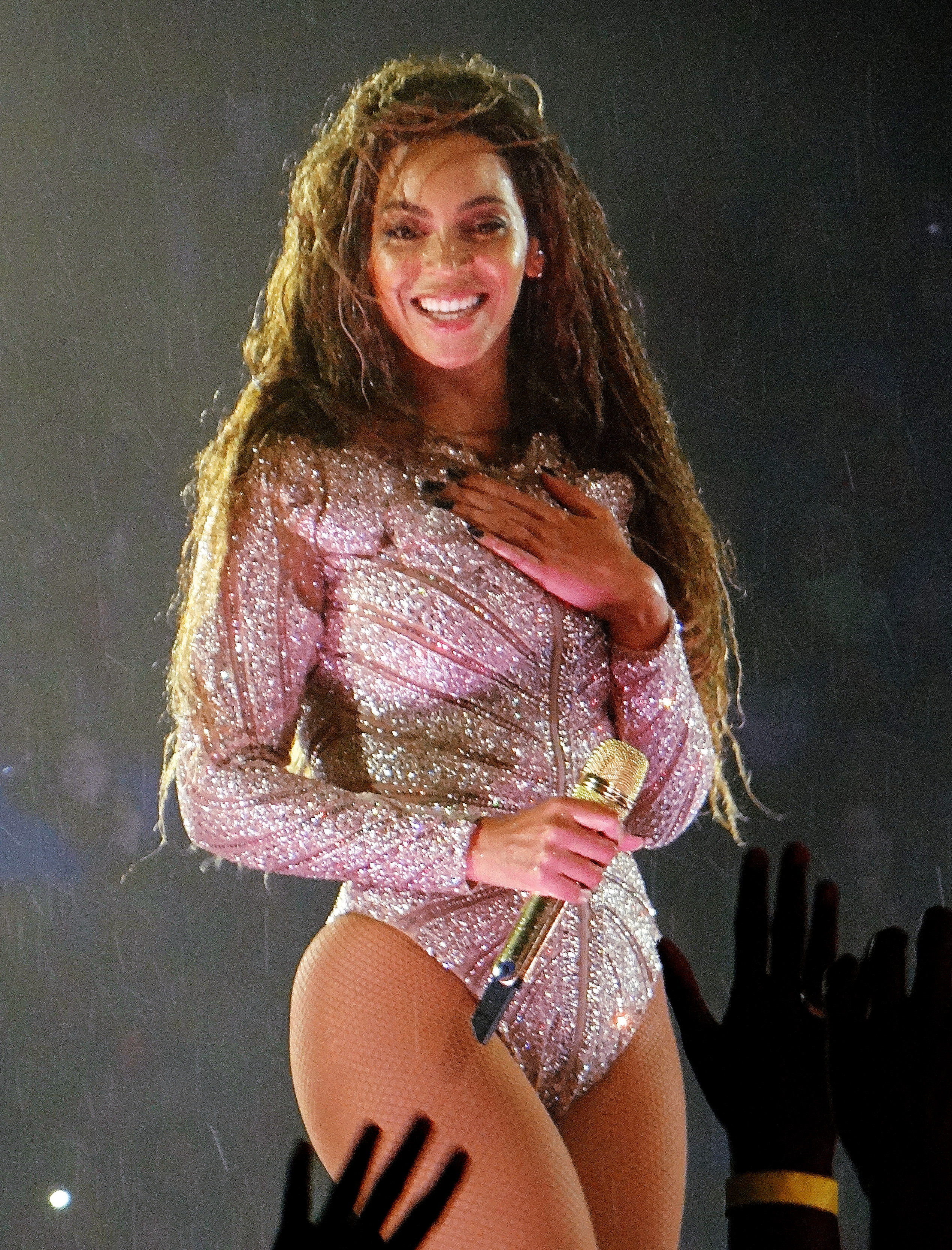
Beyoncé si esibisce con Halo al termine dello show

Lo show inizia con una intro e un video proiettato su un gigantesco schermo cubico, che domina il palco. Successivamente Beyoncé entra in scena con i ballerini, per eseguire Formation. Durante questa canzone la cantante indossa un body sgambato, degli stivali e un grande cappello nero. La seconda ad essere eseguita è Sorry, per poi passare Bow Down e Run the World (Girls),durante le quali luci rosse e giochi pirotecnici invadono il palco. Mine, Baby Boy e Hold Up vengono eseguite poco dopo, e procedono senza interruzioni con Countdown. Per la performance di quest'ultima, la cantante e le ballerine camminano su una passerella, andando in mezzo al pubblico. A questo punto, c'è un interludio che consiste in un mix di video tratti dall'album Lemonade, mentre sul palco si possono notare i ballerini che eseguono una coreografia. Beyoncè torna in scena e parla del rapporto che lei e il pubblico hanno con Dio e se stessi, per poi eseguire Me, Myself & I. Questa sezione finisce con la performance di All Night, dove l'artista dice anche che è il suo brano preferito dell'album. Don't Hurt Yourself è eseguita con dei frammenti di varie sue canzoni, tra cui Ring the Alarm e Independent Woman.
Lo spettacolo procede con l'esecuzione di brani con melodie più up-tempo, ossia Feeling Myself, Yoncè, Drunk in Love e Partition, per proseguire con un cambio d'abito e le performance di Daddy Lessons e 1+1. Al termine di queste due, Beyoncè esegue una versione a cappella di Love on Top, che intende rafforzare il rapporto tra lei e i fan, "abbattendo" lo spazio tra loro che li separa.
Arriva così il momento dell'omaggio a Prince, che comincia con la performance di The Beautiful Ones. Successivamente, lo schermo diventa totalmente viola, mentre si può udire la registrazione originale di Purple Rain. Delle scatole rettangolari appaiono in scena, con dentro la cantante e le ballerine. Il primo brano di questa sezione è Crazy in Love, che inizia con la versione di 50 sfumature di grigio per poi trasformarsi in quella originale, e procedere con Naughty Girl. L'ultimo atto viene messo in scena dentro una piccola piscina posta in una seconda parte del palcoscenico, e comincia con Freedom, a cui seguono Survivor e End of Time. Lo show finisce con la celebre hit Halo, durante la quale l'artista sta da sola dentro la vasca e cammina. Quando il brano finisce, Beyoncè ritorna sul palco principale e saluta il pubblico, mentre viene suonata una outro.

## Successo commerciale
La prevendita per i biglietti del The Formation World Tour venne aperta il 9 febbraio 2016. Il prezzo medio dei biglietti fu fissato a $432. A causa della grande popolarità che aveva riscosso il tour, Beyoncé decise di aggiungere una nuova data al Citi Field di New York, mentre la tappa alla Amsterdam ArenA fu dichiarata sold-out in soli 20 minuti, mettendo addirittura in difficoltà lo staff su come poter aggiungere ulteriori date al tour.
Il successo fu enorme. Il 17 febbraio 2016, attraverso un comunicato stampa, la Live Nation Entertainment di Los Angeles annunciò che 16 concerti su 24, incluse le date di Miami, Londra, Baltimora, Filadelfia, Dublino, Amsterdam e Stoccolma, avevano registrato il sold-out e, che in sole 48 ore, erano stati venduti oltre 1 milione di biglietti. Il giorno seguente, il presidente della Live Nation Arthur Fogel confermò in un'intervista per Billboard che il The Formation World Tour aveva già superato i 100 milioni di dollari di fatturato lordo.
Al termine del tour il fatturato ammonta a più di 250 milioni di dollari rendendolo il secondo tour con il maggior guadagno del 2016 e il primo considerando solamente i tour femminili.

## Scaletta
La seguente è la scaletta del concerto di East Rutherford. Non rappresenta quindi quella di tutte le date.
I Atto - No Angel
1. Formation
2. Sorry (contiene elementi di I'm Sorry)
3. Kitty Kat
4. Bow Down
5. Run the World (Girls)

II Atto - Superpower
1. Mine (contiene elementi di Standing on the Sun Remix)
2. Baby Boy (contiene elementi di Freaks)
3. Hold Up (contiene elementi di Bam Bam)
4. Countdown (contiene elementi di Pop My Trunk)
5. Me, Myself and I
6. Runnin' (Lose It All)
7. All Night

III Atto - I Care
1. Don't Hurt Yourself
2. Ring the Alarm (contiene elementi di Five to One, Independent Women Part I, Lost Yo Mind, Naughty Girl e I Been On)
3. Diva (contiene elementi di U Mad e I Got the Keys)
4. Flawless Remix
5. Feeling Myself
6. Yoncé
7. Drunk in Love (contiene elementi di Swimming Pools (Drank))
8. Rocket
9. Partition

IV Atto - Hip Hop Star
1. 6 Inch
2. Daddy Lessons
3. Love on Top
4. 1+1
5. The Beautiful Ones

V Atto - Purple Rain
1. Crazy in Love (2014 Remix) / Crazy in Love (contiene elementi di Bootylicious)
2. Naughty Girl
3. Party (contiene elementi di La Di Da Di)

Encore - Die with You
1. Freedom
2. Survivor
3. End of Time (contiene elementi di Grown Woman)
4. Halo

## Artisti d'apertura
La seguente lista rappresenta il numero correlato agli artisti d'apertura nella tabella delle date del tour.
- DJ Khaled = 1
- DJ Drama = 2
- DJ Scratch = 3
- Rae Sremmurd = 4
- Jermaine Dupri = 5
- DJ Magnum = 6
- Chloe x Halle = 7
- Ingrid = 8
- Sophie Beem = 9
- Vic Mensa = 10
- Anderson Paak = 11

## Date
| Data              | Città                | Stato        | Luogo                          | Apertura     | Pubblico                     | Incasso      |
| Nord America      | Nord America         | Nord America | Nord America                   | Nord America | Nord America                 | Nord America |
| ----------------- | -------------------- | ------------ | ------------------------------ | ------------ | ---------------------------- | ------------ |
| 27 aprile 2016    | Miami                | Stati Uniti  | Marlins Park                   | 1            | 36.656 / 36.656              | $5.252.615   |
| 29 aprile 2016    | Tampa                | Stati Uniti  | Raymond James Stadium          | 1            | 40.818 / 40.818              | $4.803.295   |
| 1º maggio 2016    | Atlanta              | Stati Uniti  | Georgia Dome                   | 1            | 46.321 / 46.321              | $5.801.725   |
| 3 maggio 2016     | Raleigh              | Stati Uniti  | Carter-Finley Stadium          | 1            | 38.292 / 38.292              | $4.810.620   |
| 7 maggio 2016     | Houston              | Stati Uniti  | NRG Stadium                    | 1            | 43.871 / 43.871              | $6.412.280   |
| 9 maggio 2016     | Arlington            | Stati Uniti  | AT&T Stadium                   | 1            | 42.235 / 42.235              | $5.954.775   |
| 12 maggio 2016    | San Diego            | Stati Uniti  | Qualcomm Stadium               | 1            | 45.885 / 45.885              | $6.028.115   |
| 14 maggio 2016    | Pasadena             | Stati Uniti  | Rose Bowl                      | 1            | 55.736 / 55.736              | $7.138.685   |
| 16 maggio 2016    | Santa Clara          | Stati Uniti  | Levi's Stadium                 | 1            | 44.252 / 44.252              | $6.201.845   |
| 18 maggio 2016    | Seattle              | Stati Uniti  | CenturyLink Field              | 1            | 46.529 / 46.529              | $5.415.810   |
| 20 maggio 2016    | Edmonton             | Canada       | Stadio del Commonwealth        | N.D.         | 39.299 / 39.299              | $3.723.830   |
| 23 maggio 2016    | Minneapolis          | Stati Uniti  | TCF Bank Stadium               | 2            | 37.203 / 37.203              | $4.174.270   |
| 25 maggio 2016    | Toronto              | Canada       | Rogers Centre                  | 3            | 45.009 / 45.009              | $4.440.554   |
| 27 maggio 2016    | Chicago              | Stati Uniti  | Soldier Field                  | 4            | 89.270 / 89.270              | $11.279.890  |
| 28 maggio 2016    | Chicago              | Stati Uniti  | Soldier Field                  | 3            | 89.270 / 89.270              | $11.279.890  |
| 31 maggio 2016    | Pittsburgh           | Stati Uniti  | Heinz Field                    | 5            | 36.325 / 36.325              | $3.927.805   |
| 3 giugno 2016     | Foxborough           | Stati Uniti  | Gillette Stadium               | 1            | 48.304 / 48.304              | $6.008.698   |
| 5 giugno 2016     | Filadelfia           | Stati Uniti  | Lincoln Financial Field        | 1            | 47.223 / 47.223              | $5.563.435   |
| 7 giugno 2016     | New York             | Stati Uniti  | Citi Field                     | 1            | 73.486 / 73.486              | $11.461.340  |
| 8 giugno 2016     | New York             | Stati Uniti  | Citi Field                     | 1            | 73.486 / 73.486              | $11.461.340  |
| 10 giugno 2016    | Baltimora            | Stati Uniti  | M&T Bank Stadium               | 1            | 47.819 / 47.819              | $5.770.660   |
| 12 giugno 2016    | Hershey              | Stati Uniti  | Hersheypark Stadium            | 1            | 26.662 / 26.662              | $3.474.695   |
| 14 giugno 2016    | Detroit              | Stati Uniti  | Ford Field                     | 1            | 41.524 / 41.524              | $5.471.395   |
| Europa            |                      |              |                                |              |                              |              |
| 28 giugno 2016    | Sunderland           | Regno Unito  | Stadium of Light               | 6            | 48.952 / 48.952              | $4.996.960   |
| 30 giugno 2016    | Cardiff              | Regno Unito  | Principality Stadium           | 6            | 49.215 / 49.215              | $5.379.199   |
| 2 luglio 2016     | Londra               | Regno Unito  | Stadio di Wembley              | 6            | 142.500 / 142.500            | $15.301.688  |
| 3 luglio 2016     | Londra               | Regno Unito  | Stadio di Wembley              | 6            | 142.500 / 142.500            | $15.301.688  |
| 5 luglio 2016     | Manchester           | Regno Unito  | Emirates Old Trafford          | 6            | 49.935 / 49.935              | $5.159.988   |
| 7 luglio 2016     | Glasgow              | Regno Unito  | Hampden Park                   | 7 ; 8        | 46.058 / 46.058              | $4.707.580   |
| 9 luglio 2016     | Dublino              | Irlanda      | Croke Park                     | 7 ; 8        | 68.575 / 68.575              | $7.449.942   |
| 12 luglio 2016    | Düsseldorf           | Germania     | ESPRIT Arena                   | 7 ; 8        | 34.481 / 34.481              | $3.464.861   |
| 14 luglio 2016    | Zurigo               | Svizzera     | Letzigrund                     | 7 ; 8        | 23.790 / 23.790              | $2.980.051   |
| 16 luglio 2016    | Amsterdam            | Paesi Bassi  | Amsterdam ArenA                | 7 ; 8        | 49.436 / 49.436              | $4.712.051   |
| 18 luglio 2016    | Milano               | Italia       | Stadio Giuseppe Meazza         | 7 ; 8 ; 9    | 54.313 / 54.313              | $4.744.732   |
| 21 luglio 2016    | Saint-Denis          | Francia      | Stade de France                | 7 ; 8        | 75.106 / 75.106              | $6.258.954   |
| 24 luglio 2016    | Copenaghen           | Danimarca    | Telia Parken                   | 7 ; 8        | 45.197 / 45.197              | $4.626.103   |
| 26 luglio 2016    | Stoccolma            | Svezia       | Friends Arena                  | 7 ; 8        | 48.519 / 48.519              | $3.937.498   |
| 29 luglio 2016    | Francoforte sul Meno | Germania     | Commerzbank-Arena              | 7 ; 8        | 36.647 / 36.647              | $3.739.440   |
| 31 luglio 2016    | Bruxelles            | Belgio       | Stadio Re Baldovino            | 7 ; 8        | 48.955 / 48.955              | $4.681.095   |
| 3 agosto 2016     | Barcellona           | Spagna       | Stadio olimpico Lluís Companys | 7 ; 8        | 45.346 / 45.346              | $4.806.995   |
| Nord America      |                      |              |                                |              |                              |              |
| 10 settembre 2016 | Saint Louis          | Stati Uniti  | The Dome at America's Center   | 10           | 38.256 / 38.256              | $3.953.445   |
| 14 settembre 2016 | Los Angeles          | Stati Uniti  | Dodger Stadium                 | 11           | 47.440 / 47.440              | $6.736.770   |
| 17 settembre 2016 | Santa Clara          | Stati Uniti  | Levi's Stadium                 | 2            | 44.015 / 44.015              | $4.898.690   |
| 22 settembre 2016 | Houston              | Stati Uniti  | NRG Stadium                    | 1            | 42.635 / 42.635              | $5.107.065   |
| 24 settembre 2016 | New Orleans          | Stati Uniti  | Mercedes-Benz Superdome        | 1            | 46.474 / 46.474              | $5.349.960   |
| 26 settembre 2016 | Atlanta              | Stati Uniti  | Georgia Dome                   | 1            | 45.126 / 45.126              | $5.374.615   |
| 29 settembre 2016 | Filadelfia           | Stati Uniti  | Lincoln Financial Field        | 1            | 44.693 / 44.693              | $3.353.627   |
| 2 ottobre 2016    | Nashville            | Stati Uniti  | Nissan Stadium                 | 1            | 43.013 / 43.013              | $5.182.345   |
| 7 ottobre 2016    | East Rutherford      | Stati Uniti  | MetLife Stadium                | 1            | 50.703 / 50.703              | $6.064.625   |
| Totale            | Totale               | Totale       | Totale                         | Totale       | 2.242.099 / 2.242.099 (100%) | $256.084.556 |

Note
1. ↑  Il concerto, originariamente programmato per il 29 maggio 2016, è stato posticipato per poter permettere l'aggiunta di una seconda data a Chicago.
2. ↑  Il concerto, originariamente programmato per il 5 maggio 2016, è stato posticipato a causa di lavori nello stadio.
3. ↑  Il concerto, originariamente programmato per il 7 settembre 2016, è stato posticipato a causa di problemi alla voce della cantante.